# Amor fati
 Тази статия е за латинската фраза.  За филма вижте Amor fati (филм).  За други значения вижте Amor fati (пояснение).
„Amor fati“ е латинска фраза, която в превод означава „Любов към съдбата“ или „Обичай съдбата (си)“. Тя се ползва, за да изрази позитивното отношение на човека към всичко, което се случва в живота му, включително страданието и неуспеха.
Изразът е често използван от знаменития германски философ Фридрих Ницше.